# Библиография Артура Кларка

Артур Кларк, Коломбо,

Сэр А́ртур Чарльз Кларк (англ. Sir Arthur Charles Clarke, 16 декабря 1917, Майнхед, графство Сомерсет, Великобритания — 19 марта 2008, Коломбо, Шри-Ланка) — английский писатель-фантаст, учёный, футуролог и изобретатель.
Писательская карьера Кларка длилась почти 70 лет, начиная от первых публикаций в фэнзинах в конце 1930-х и заканчивая последним романом в 2008 году в соавторстве с Фредериком Полом. Он писал преимущественно в жанре твёрдой научной фантастики, опираясь на естественнонаучную базу своего времени. Особенно известен Кларк стал после сотрудничества со Стенли Кубриком в написании сценария фильма «Космическая одиссея 2001» параллельно с которым написал роман «2001: Космическая одиссея», положивший начало серии из трёх продолжений. Среди других романов Артура Кларка наиболее популярны «Конец детства» (1953), «Город и звёзды» (1956), «Свидание с Рамой» (1973) и «Фонтаны Рая» (1979).
Произведения Кларка получали высшие жанровые награды (Хьюго, Небьюлу, Локус), а сам автор за заслуги перед литературой в 1998 году был произведён в рыцари-бакалавры.

## Циклы произведений
| Год                                   | Название романа                    | Оригинальное название   | Издательство           | На русском языке | Комментарии |
| ------------------------------------- | ---------------------------------- | ----------------------- | ---------------------- | ---------------- | --- |
| Космическая одиссея / A Space Odyssey |                                    |                         |                        |                  | |
| 1968                                  | 2001: Космическая одиссея          | 2001: A Space Odyssey   | New American Library   | 1970             | Создан на основе совместного с Кубриком сценария фильма. В первое советское издание не вошли последние главы, важные для понимания книги                     |
| 1982                                  | 2010: Одиссея Два                  | 2010: Odyssey Two       | Granada Publishing Ltd | 1984-1990        | Из-за советской цензуры издание в журнале «Техника — молодёжи» было прекращено в 1984 году, но в 1989—1990 гг. роман всё же вышел полностью в том же журнале |
| 1988                                  | 2061: Одиссея Три                  | 2061: Odyssey Three     | Del Rey Books          | 1991             | |
| 1997                                  | 3001: Последняя одиссея            | 3001: The Final Odyssey | Voyager                | 2007             | |
| Рама / Rama                           |                                    |                         |                        |                  | |
| 1973                                  | Свидание с Рамой (Встреча с Рамой) | Rendezvous With Rama    | Gollancz               | 1976             | Получил премии «Небьюла» и BSFA Award в 1973; «Хьюго», Мемориальную премию Джона Кэмпбелла, «Локус» и «Юпитер» в 1974                                        |
| 1989                                  | Рама 2                             | Rama II                 | Gollancz               | 1994             | В соавторстве с Джентри Ли |
| 1991                                  | Сад Рамы                           | The Garden of Rama      | Bantam Spectra         | 1995             | В соавторстве с Джентри Ли |
| 1993                                  | Рама явленный                      | Rama Revealed           | Gollancz               | 1996             | В соавторстве с Джентри Ли |
| Одиссея Времени / A Time Odyssey      |                                    |                         |                        |                  | |
| 2003                                  | Око Времени                        | Time’s Eye              | Del Rey Books          | 2006             | В соавторстве со Стивеном Бакстером |
| 2005                                  | Солнечная буря (Буря на Солнце)    | Sunstorm                | Del Rey Books          | 2007             | В соавторстве со Стивеном Бакстером |
| 2007                                  | Перворождённый                     | Firstborn               | Del Rey Books          | 2009             | В соавторстве со Стивеном Бакстером |

## Отдельные романы
| Год  | Название                   | Оригинальное название                                      | Издательство/журнал          | На русском языке | Комментарии                                                                       |
| ---- | -------------------------- | ---------------------------------------------------------- | ---------------------------- | ---------------- | --------------------------------------------------------------------------------- |
| 1951 | Прелюдия к космосу         | Prelude to Space («Master of Space», «The Space Dreamers») | Galaxy Science Fiction Novel | 2009             | Первый из опубликованных романов автора, но книжное издание появилось в 1953 году |
| 1951 | Пески Марса                | Sands of Mars                                              | Sidgwick & Jackson           | 1964             |                                                                                   |
| 1952 | Острова в небе             | Islands in the Sky                                         | Sidgwick & Jackson           | 1959             | Роман написан для детей и подростков                                              |
| 1953 | Конец детства              | Childhood’s End                                            | Ballantine Books             | 1988             | Номинировался на ретроспективную Хьюго за 1954 год                                |
| 1955 | Земной свет (Свет Земли)   | Earthlight                                                 | Ballantine Books             | 1998             |                                                                                   |
| 1956 | Город и звёзды             | The City and the Stars                                     | Frederick Muller             | 1989             |                                                                                   |
| 1957 | Большая глубина            | The Deep Range                                             | Frederick Muller             | 1966             |                                                                                   |
| 1961 | Лунная пыль                | A Fall of Moondust                                         | Gollancz                     | 1965             | Номинировался на премию Хьюго в 1963                                              |
| 1963 | Остров дельфинов           | Dolphin Island (Dolphin Reef)                              | Worlds of Tomorrow           | 1967             | Роман написан для подростков                                                      |
| 1975 | Земная Империя             | Imperial Earth: A Fantasy of Love and Discord              | Gollancz                     | 2010             |                                                                                   |
| 1979 | Фонтаны Рая                | The Fountains of Paradise                                  | Gollancz                     | 1980             | Получил Хьюго (1980) и Небьюлу (1979), номинировался на BSFA Award и Локус        |
| 1986 | Песни далёкой Земли        | The Songs of Distant Earth                                 | Del Rey Books                | 2011             |                                                                                   |
| 1988 | Колыбель                   | Cradle                                                     | Gollancz                     | не было          | В соавторстве с Джентри Ли                                                        |
| 1990 | Призрак исполина           | The Ghost From the Grand Banks                             | Gollancz                     | 2011             |                                                                                   |
| 1993 | Молот Господень            | The Hammer of God                                          | Gollancz                     | 1995             |                                                                                   |
| 1996 | 10 баллов по шкале Рихтера | Richter 10                                                 | Gollancz                     | не было          | В соавторстве с Майком МакКуэем                                                   |
| 1999 | Триггер                    | The Trigger                                                | Voyager/HarperCollins        | не было          | В соавторстве с Майклом Кьюбом-Макдауэллом                                        |
| 2000 | Свет иных дней             | The Light of Other Days                                    | Tor                          | 2006             | В соавторстве со Стивеном Бакстером                                               |
| 2008 | Последняя теорема          | The Last Theorem                                           | HarperVoyager                | 2012             | В соавторстве с Фредериком Полом                                                  |

## Сборники
Артур Кларк неоднократно составлял авторские сборники малой прозы, состоящие из сюжетно не связанных произведений. В данную таблицу не включены какие-либо переводные сборники, в том числе и на русском языке, а также омнибусы.
| Год  | Оригинальное название                     | Количество произведений | Комментарии |
| ---- | ----------------------------------------- | ----------------------- | --- |
| 1953 | Expedition to Earth                       | 11                      | Первый авторский сборник рассказов, издан в США Ballantine Books |
| 1956 | Reach for Tomorrow                        | 12                      | |
| 1956 | Venture to the Moon                       | 6                       | «Бросок на луну» — шесть связанных рассказов о первой экспедиции на Луну, также входил в состав поздних сборников                                                                     |
| 1957 | Tales from the White Hart                 | 15                      | Изданные в одном томе рассказы из серии «Сказки „Белого оленя“» |
| 1958 | The Other Side of the Sky                 | 14                      | В переизданиях сборника добавлена библиографическая заметка от Кларка |
| 1962 | Tales of Ten Worlds                       | 15                      | |
| 1967 | The Nine Billion Names of God             | 25                      | |
| 1972 | The Wind from the Sun                     | 18                      | В переиздание сборника 1987 года вошло три дополнительных рассказа |
| 1972 | The Lost Worlds of 2001                   | 9                       | Ряд эссе, посвящённых созданию романа «2001: Космическая одиссея», а также его оригинальная версия                                                                                    |
| 1972 | Of Time and Stars                         | 17                      | |
| 1973 | The Best of Arthur C. Clarke: 1937—1971   | 18                      | |
| 1976 | The Best of Arthur C. Clarke: 1937—1955   | 11                      | |
| 1977 | The Best of Arthur C. Clarke 1956—1972    | 9                       | |
| 1983 | The Sentinel                              | 10                      | |
| 1989 | Tales from Planet Earth                   | 14                      | |
| 1991 | More Than One Universe                    | 53                      | Почти полное переиздание четырёх ранних сборников: The Other Side of the Sky, Tales of Ten Worlds, The Nine Billion Names of God и The Wind From the Sun                              |
| 2000 | The Collected Stories of Arthur C. Clarke | 104                     | Практически полное собрание малой прозы Кларка. Издан на русском (без авторского вступления) в двух томах из собрания сочинений: «Девять миллиардов имён Бога» и «Колыбель на орбите» |

## Повести и рассказы

### Серии рассказов
| Бросок на луну / Venture to the Moon                |                                                               |                                       | |
| 1956                                                | Стартовая линия (На старт)                                    | The Starting Line                     | |
| 1956                                                | Робин Гуд, Член Королевского Общества                         | Robin Hood, F.R.S.                    | |
| 1956                                                | Зелёные пальцы (Зелёная загадка)                              | Green Fingers                         | |
| 1956                                                | Весь этот блеск (Не всё, что блестит)                         | All That Glitters                     | |
| 1956                                                | Следите за космосом (Феерическое зрелище)                     | Watch This Space                      | |
| 1956                                                | Вопрос пребывания (Коварный параграф)                         | A Question of Residence               | |
| По ту сторону неба / The Other Side of the Sky      |                                                               |                                       | |
| 1957                                                | Специальная доставка (Специальный груз)                       | Special Delivery                      | |
| 1957                                                | Пернатый друг                                                 | Feathered Friend                      | |
| 1957                                                | Сделайте глубокий вдох                                        | Take a Deep Breath                    | |
| 1957                                                | Космическая свобода                                           | Freedom of Space                      | |
| 1957                                                | Прохожий (Случайная встреча)                                  | Passer-by                             | |
| 1957                                                | Зов звезд                                                     | The Call of the Stars                 | |
| Сказки «Белого оленя» / Tales from the «White Hart» |                                                               |                                       | |
| 1950                                                | Тише, пожалуйста (Пожалуйста, тише!)                          | Silence Please!                       | Впервые опубликован под псевдонимом Charles Willis в журнале Science-Fantasy. Первый русский сокращённый перевод с названием «Пожалуйста, тише!» был напечатан в журнале «Юный техник» (№ 9, 1972) |
| 1956                                                | Охота на крупную дичь                                         | Big Game Hunt (The Reckless Ones)     | |
| 1954                                                | Патентная заявка                                              | Patent Pending                        | |
| 1954                                                | Гонка вооружений                                              | Armaments Race                        | |
| 1949                                                | Критическая масса                                             | Critical Mass                         | Впервые опубликован в мартовском выпуске Lilliput, в 1957 издана переработанная редакция |
| 1956                                                | Абсолютная мелодия                                            | The Ultimate Melody                   | |
| 1956                                                | Пацифист                                                      | The Pacifist                          | |
| 1956                                                | Соседи                                                        | The Next Tenants                      | |
| 1957                                                | Движущая сила                                                 | Moving Spirit                         | |
| 1957                                                | Человек, который вспахал море                                 | The Man Who Ploughed the Sea          | |
| 1956                                                | Строптивая орхидея («Трусливая орхидея», «Боязливая орхидея») | The Reluctant Orchid                  | |
| 1957                                                | Холодная война                                                | Cold War                              | |
| 1955                                                | Что взлетает вверх…                                           | What Goes Up                          | |
| 1957                                                | Спящий красавец                                               | Sleeping Beauty                       | |
| 1957                                                | Дефенестрация Эрминтруды Инч                                  | The Defenestration of Ermintrude Inch | |
| 1957                                                | Да будет свет!                                                | Let There Be Light                    | Не входил в оригинальный сборник 1957 года |
| 1990                                                |                                                               | The Jet-Propelled Time Machine        | Не входил в оригинальный сборник 1957 года |
| 2007                                                |                                                               | Time Gentleman Please                 | В соавторстве со Стивеном Бакстером. Не входил в оригинальный сборник 1957 года |

### Отдельные произведения
| Год  | Название                                                                                            | Оригинальное название                                                       | Комментарии |
| ---- | --------------------------------------------------------------------------------------------------- | --------------------------------------------------------------------------- | --- |
| 1937 | Путешествие по проводам                                                                             | Travel by Wire!                                                             | Впервые опубликован в фэнзине Дугласа У. Ф. Майера Amateur Science Stories, декабрьский выпуск                                                                                  |
| 1938 | Как мы летали на Марс                                                                               | How We Went to Mars                                                         | Впервые опубликован в фэнзине Дугласа У. Ф. Майера Amateur Science Stories, мартовский выпуск. В 2014 был отмечен ретроспективной премией Хьюго за 1939 год как лучший рассказ. |
| 1938 | Отступление с Земли                                                                                 | Retreat from Earth                                                          | Впервые опубликован в фэнзине Дугласа У. Ф. Майера Amateur Science Stories, мартовский выпуск                                                                                   |
| 1940 | | At the Mountains of Murkiness                                               | Впервые издан в фэнзине Satellite |
| 1942 | Бред                                                                                                | Whacky                                                                      | Впервые издан в фэнзине Дугласа Вебстера Fantast |
| 1942 | Пробуждение                                                                                         | The Awakening                                                               | Впервые издан в февральском выпуске Zenith, в 1952 опубликована переработанная редакция                                                                                         |
| 1946 | Лазейка (Амбразура)                                                                                 | Loophole                                                                    | Первая профессиональная публикация автора, издан в апрельском номере журнала Astounding Science Fiction                                                                         |
| 1946 | Спасательный отряд (Спасательная команда)                                                           | Rescue Party                                                                | Первый проданный профессиональный рассказ автора, но опубликован вторым в майском номере Astounding Science Fiction                                                             |
| 1946 | Проклятие                                                                                           | The Curse (Nightfall)                                                       | Впервые опубликован в декабрьском выпуске King’s College Review |
| 1946 | Техническая ошибка                                                                                  | Technical Error (The Reversed Man)                                          | |
| 1947 | Изгнанник                                                                                           | Castaway                                                                    | Впервые опубликован под псевдонимом автора Charles Willis |
| 1947 | Внутренние огни                                                                                     | The Fires Within                                                            | Впервые опубликован под псевдонимом автора E.G. O’Brien |
| 1947 | Наследство                                                                                          | Inheritance                                                                 | Впервые опубликован под псевдонимом автора Charles Willis |
| 1948 | Да не настанет ночь                                                                                 | Against the Fall of Night                                                   | Повесть послужила основой для романа «Город и звёзды» (1956). Отдельное издание в 1953                                                                                          |
| 1949 | Лев Комарры (Ушедшие в Комарру)                                                                     | The Lion of Comarre                                                         | Повесть, впервые опубликована в августовском номере Thrilling Wonder Stories |
| 1949 | Двое в космосе                                                                                      | Breaking Strain (Thirty Seconds - Thirty Days)                              | |
| 1949 | Прятки                                                                                              | Hide-and-Seek                                                               | |
| 1949 | Экспедиция на Землю                                                                                 | History Lesson (Expedition to Earth)                                        | |
| 1949 | Забытый враг                                                                                        | The Forgotten Enemy                                                         | |
| 1949 | Стена Мрака                                                                                         | The Wall of Darkness                                                        | |
| 1949 | Мимолетность («Преходящее», «Следы на песке»)                                                       | Transience                                                                  | |
| 1950 | Путь во тьме (Прогулка во тьме)                                                                     | A Walk In The Dark                                                          | |
| 1950 | Ангел-хранитель                                                                                     | Guardian Angel                                                              | Позже переработан в первую часть романа «Конец детства» |
| 1950 | Немезида («Изгнание навечно», «Изгнанник больших миров»)                                            | Nemesis (Exile of the Eons)                                                 | Переработанный вариант более раннего рассказа «Пробуждение» |
| 1950 | Стрела времени                                                                                      | Time’s Arrow                                                                | |
| 1951 | Дорога к морю                                                                                       | The Road to the Sea (Seeker of the Sphinx)                                  | |
| 1951 | Свет Земли                                                                                          | Earthlight                                                                  | Позднее переработан в одноимённый роман |
| 1951 | Каникулы на Луне                                                                                    | Holiday on the Moon                                                         | |
| 1951 | Иной тигр                                                                                           | Other Tiger                                                                 | |
| 1951 | Второй рассвет                                                                                      | Second Dawn                                                                 | |
| 1951 | Абсолютное превосходство                                                                            | Superiority                                                                 | |
| 1951 | Часовой (Страж)                                                                                     | The Sentinel                                                                | Послужил первоосновой для сценария фильма «Космическая одиссея 2001» |
| 1951 | Ох уж эти туземцы!                                                                                  | Trouble With the Natives                                                    | |
| 1951 | «И если я, Земля, тебя забуду…»                                                                     | «If I Forget Thee, Oh Earth…»                                               | |
| 1952 | Всё время мира (Всё время в мире)                                                                   | All the Time in the World                                                   | |
| 1953 | Одержимые                                                                                           | The Possessed                                                               | |
| 1953 | Столкновение на рассвете (Встреча на заре истории)                                                  | Encounter in the Dawn (Encounter at Dawn)                                   | |
| 1953 | Юпитер Пять («Пятый Юпитера», «Юпитер-5»)                                                           | Jupiter Five (Jupiter V)                                                    | |
| 1953 | Паразит                                                                                             | Parasite                                                                    | |
| 1953 | Девять миллиардов имён Бога                                                                         | The Nine Billion Names of God                                               | В 2004 получил ретроспективную премию Хьюго за 1954 год |
| 1954 | Завтра не наступит (Завтрашнего утра не будет)                                                      | No Morning After                                                            | |
| 1954 | Из солнечного чрева                                                                                 | Out of the Sun                                                              | |
| 1954 | Большая глубина                                                                                     | The Deep Range                                                              | В дальнейшем был переработан в одноимённый роман |
| 1955 | Беглец                                                                                              | Refugee («Royal Perogative», «This Earth of Majesty»)                       | |
| 1955 | Звезда                                                                                              | The Star                                                                    | Получил Хьюго в 1956 |
| 1956 | Рекламная кампания (Чужие)                                                                          | Publicity Campaign                                                          | |
| 1957 | Из контрразведки (Утечка информации)                                                                | Security Check                                                              | |
| 1958 | Песни далекой Земли                                                                                 | The Songs of Distant Earth                                                  | Повесть была переписана в одноимённый роман |
| 1958 | Солнечный удар                                                                                      | A Slight Case of Sunstroke (The Stroke of the Sun)                          | |
| 1958 | Космический Казанова                                                                                | Cosmic Casanova                                                             | |
| 1958 | Кто там?                                                                                            | Who’s There? (The Haunted Spacesuit)                                        | |
| 1959 | Колыбель на орбите                                                                                  | Out of the Cradle, Endlessly Orbiting… (Out of the Cradle)                  | |
| 1960 | Я помню Вавилон                                                                                     | I Remember Babylon                                                          | |
| 1960 | С кометой (На хвосте у кометы)                                                                      | Into the Comet (Inside the Comet)                                           | |
| 1960 | Лето на Икаре                                                                                       | Summertime on Icarus (The Hottest Piece of Real Estate in the Solar System) | |
| 1960 | Неувязка со временем (Преступление на Марсе)                                                        | Trouble with Time (Crime on Mars)                                           | |
| 1961 | До Эдема                                                                                            | Before Eden                                                                 | |
| 1961 | Смерть и сенатор                                                                                    | Death and the Senator                                                       | |
| 1961 | Ненависть                                                                                           | Hate (At the End of the Orbit)                                              | |
| 1961 | Любовь — это вселенная (Возлюбите Вселенную)                                                        | Love That Universe                                                          | |
| 1961 | Восход Сатурна                                                                                      | Saturn Rising                                                               | |
| 1961 | Пища богов                                                                                          | The Food of the Gods                                                        | |
| 1961 | Сверкающие                                                                                          | The Shining Ones                                                            | |
| 1962 | Обезьяна в вашем доме (Плоды воспитания)                                                            | An Ape About the House                                                      | |
| 1962 | Созвездие Пса                                                                                       | Dog Star (Moondog)                                                          | |
| 1962 | Второй Мальмстрём                                                                                   | Maelstrom II                                                                | |
| 1963 | «Ф» — значит Франкенштейн («У меня зазвонил телефон», «Зазвонил телефон…», «По ком звонит телефон») | Dial «F» for Frankenstein                                                   | |
| 1963 | Воспроизведение                                                                                     | Playback                                                                    | |
| 1963 | Воссоединение                                                                                       | Reunion                                                                     | |
| 1963 | Последняя команда (Последний приказ)                                                                | The Last Command                                                            | |
| 1963 | Тайна                                                                                               | The Secret (The Secret of the Men in the Moon)                              | |
| 1964 | Солнечный ветер                                                                                     | The Wind From the Sun (Sunjammer)                                           | |
| 1964 | Луч возмездия («Огонь глубин», «Огни изнутри», «Луч — оружие отмщения»)                             | The Light of Darkness                                                       | |
| 1965 | Доклад о третьей планете                                                                            | Report on Planet Three                                                      | |
| 1966 | Крестовый поход                                                                                     | Crusade                                                                     | |
| 1966 | Безжалостное небо                                                                                   | The Cruel Sky                                                               | |
| 1966 | Самая длинная НФ-история, когда-либо рассказанная                                                   | The Longest Science Fiction Story Ever Told (A Recursion in Metastories)    | |
| 1967 | Герберт Джордж Морли Роберт Уэллс, эсквайр                                                          | Herbert George Morley Roberts Wells, Esq.                                   | |
| 1970 | Нейтринный прилив (Нейтронная ловушка)                                                              | The Neutron Tide                                                            | |
| 1970 | Кассета бессмертия (Прохождение Земли)                                                              | Transit of Earth                                                            | |
| 1971 | Встреча с медузой                                                                                   | A Meeting With Medusa                                                       | В 1973 получила Небьюлу как лучшая повесть. Также номинировалась на Хьюго за 1972 год                                                                                           |
| 1972 | Когда явились твермы…                                                                               | When the Twerms Came                                                        | |
| 1977 | Карантин                                                                                            | Quarantine                                                                  | |
| 1984 | Не-бытие                                                                                            | siseneG                                                                     | Микрорассказ |
| 1986 | Золото морей                                                                                        | On Golden Seas                                                              | |
| 1986 | Текстовый процессор с паровым приводом                                                              | The Steam-Powered Word Processor                                            | |
| 1992 | Молот Господень                                                                                     | The Hammer of God                                                           | Позднее был переработан в одноимённый роман |
| 1998 | Мир Телепорта                                                                                       | Wire Continuum                                                              | В соавторстве со Стивеном Бакстером |
| 1999 | | Droolings…                                                                  | |
| 1999 | Последнее «прости»                                                                                  | Improving the Neighbourhood                                                 | |
| 2000 | | Hibernaculum 46                                                             | В соавторстве со Стивеном Бакстером |

### Сноски
1. ↑  Arthur C Clarke knighted (англ.). BBC News (26 мая 2000). Дата обращения: 11 апреля 2012. Архивировано 30 мая 2012 года.
2. ↑  ISFDB: 2001: A Space Odyssey. Дата обращения: 19 апреля 2012. Архивировано 8 февраля 2012 года.
3. ↑  Информация на сайте «Лаборатория Фантастики»
4. ↑  ISFDB: 2010: Odyssey Two. Дата обращения: 19 апреля 2012. Архивировано 10 ноября 2012 года.
5. ↑  Техника — молодёжи. — 1989. — № 11. — С. 46. — ISSN 0320—331X
6. ↑  ISFDB: 2061: Odyssey Three. Дата обращения: 19 апреля 2012. Архивировано 10 ноября 2012 года.
7. ↑  ISFDB: 3001: The Final Odyssey. Дата обращения: 19 апреля 2012. Архивировано 10 ноября 2012 года.
8. ↑  ISFDB: Rendezvous With Rama. Дата обращения: 19 апреля 2012. Архивировано 2 апреля 2012 года.
9. ↑  1973 Award Winners & Nominees. Worlds Without End. Дата обращения: 17 апреля 2012. Архивировано 18 сентября 2012 года.
10. ↑  1974 Award Winners & Nominees. Worlds Without End. Дата обращения: 17 апреля 2012. Архивировано 10 сентября 2012 года.
11. ↑  1974 Jupiter Awards (англ.). Locus. Дата обращения: 14 февраля 2013. Архивировано 18 февраля 2013 года.
12. ↑  ISFDB: Rama II. Дата обращения: 19 апреля 2012. Архивировано 10 ноября 2020 года.
13. ↑  ISFDB: The Garden of Rama. Дата обращения: 19 апреля 2012. Архивировано 8 октября 2020 года.
14. ↑  ISFDB: Rama Revealed. Дата обращения: 19 апреля 2012. Архивировано 10 ноября 2012 года.
15. ↑  ISFDB: Time’s Eye. Дата обращения: 19 апреля 2012. Архивировано 3 ноября 2012 года.
16. ↑  ISFDB: Sunstorm. Дата обращения: 19 апреля 2012. Архивировано 3 ноября 2012 года.
17. ↑  ISFDB: Firstborna. Дата обращения: 19 апреля 2012. Архивировано 3 ноября 2012 года.
18. ↑  ISFDB: Prelude to Space. Дата обращения: 14 июня 2012. Архивировано 10 ноября 2012 года.
19. ↑  ISFDB: Sands of Mars. Дата обращения: 14 июня 2012. Архивировано 10 ноября 2012 года.
20. ↑  ISFDB: Islands in the Sky. Дата обращения: 14 июня 2012. Архивировано 10 ноября 2012 года.
21. ↑  ISFDB: Childhood's End. Дата обращения: 19 апреля 2012. Архивировано 25 февраля 2013 года.
22. ↑  Ретроспективная премия Хьюго за 1954 год. Дата обращения: 19 апреля 2012. Архивировано из оригинала 7 мая 2011 года.
23. ↑  ISFDB: Earthlight. Дата обращения: 19 апреля 2012. Архивировано 10 ноября 2012 года.
24. ↑  ISFDB: The City and the Stars. Дата обращения: 19 апреля 2012. Архивировано 25 мая 2012 года.
25. ↑  ISFDB: The Deep Range. Дата обращения: 19 апреля 2012. Архивировано 10 ноября 2012 года.
26. ↑  ISFDB: A Fall of Moondust. Дата обращения: 19 апреля 2012. Архивировано 10 ноября 2012 года.
27. ↑  1963 Award Winners & Nominees. Worlds Without End. Дата обращения: 17 апреля 2012. Архивировано 18 сентября 2012 года.
28. ↑  ISFDB: Dolphin Island. Дата обращения: 19 апреля 2012. Архивировано 9 августа 2017 года.
29. ↑  ISFDB: Imperial Earth. Дата обращения: 19 апреля 2012. Архивировано 10 ноября 2012 года.
30. ↑  ISFDB: The Fountains of Paradise. Дата обращения: 19 апреля 2012. Архивировано 10 ноября 2012 года.
31. 1 2  1980 Award Winners & Nominees. Worlds Without End. Дата обращения: 17 апреля 2012. Архивировано 3 сентября 2012 года.
32. 1 2  1979 Award Winners & Nominees. Worlds Without End. Дата обращения: 17 апреля 2012. Архивировано 18 сентября 2012 года.
33. ↑  ISFDB: The Songs of Distant Earth. Дата обращения: 19 апреля 2012. Архивировано 23 мая 2020 года.
34. ↑  ISFDB: Cradle. Дата обращения: 19 апреля 2012. Архивировано 10 ноября 2012 года.
35. ↑  ISFDB: The Ghost From the Grand Banks. Дата обращения: 19 апреля 2012. Архивировано 10 ноября 2012 года.
36. ↑  ISFDB: The Hammer of God. Дата обращения: 19 апреля 2012. Архивировано 10 ноября 2012 года.
37. ↑  ISFDB: Richter 10. Дата обращения: 19 апреля 2012. Архивировано 22 января 2019 года.
38. ↑  ISFDB: The Trigger. Дата обращения: 19 апреля 2012. Архивировано 10 ноября 2012 года.
39. ↑  ISFDB: The Light of Other Days. Дата обращения: 19 апреля 2012. Архивировано 3 ноября 2012 года.
40. ↑  ISFDB: The Last Theorem. Дата обращения: 19 апреля 2012. Архивировано 1 октября 2012 года.
41. ↑  ISFDB: Expedition to Earth Архивная копия от 28 января 2019 на Wayback Machine (англ.)
42. ↑  Информация о «Броске на Луну» на сайте «Лаборатория Фантастики»
43. 1 2  Andrew Krieg. The Arthur C. Clarke Bibliography (англ.). Дата обращения: 20 апреля 2012. Архивировано 18 сентября 2012 года.
44. ↑  ISFDB: The Wind from the Sun (1987) Архивная копия от 3 мая 2017 на Wayback Machine (англ.)
45. ↑  Серия «Отцы-Основатели. Весь Кларк». Дата обращения: 23 апреля 2012. Архивировано 18 апреля 2012 года.
46. ↑  ISFDB: Silence, Please! Дата обращения: 11 мая 2012. Архивировано 10 ноября 2012 года.
47. ↑  Рассказ «Тише, пожалуйста» на сайте «Лаборатория Фантастики»
48. ↑  ISFDB: Critical Mass. Дата обращения: 11 мая 2012. Архивировано 10 ноября 2012 года.
49. ↑  ISFDB: Travel By Wire! Дата обращения: 25 апреля 2012. Архивировано 10 ноября 2012 года.
50. ↑  ISFDB: How We Went to Mars. Дата обращения: 25 апреля 2012. Архивировано 10 ноября 2012 года.
51. ↑  1939 Retro-Hugo Awards (англ.). The Hugo Awards. Дата обращения: 15 августа 2014. Архивировано 22 апреля 2016 года.
52. ↑  ISFDB: Retreat from Earth. Дата обращения: 25 апреля 2012. Архивировано 10 ноября 2012 года.
53. ↑  ISFDB: At the Mountains of Murkiness. Дата обращения: 25 апреля 2012. Архивировано 10 ноября 2012 года.
54. ↑  ISFDB: Whacky. Дата обращения: 25 апреля 2012. Архивировано 10 ноября 2012 года.
55. ↑  ISFDB: The Awakening. Дата обращения: 25 апреля 2012. Архивировано 10 ноября 2012 года.
56. ↑  Список публикаций произведения «Loophole» в ISFDB (англ.)
57. ↑  Список публикаций произведения «Rescue Party» в ISFDB (англ.)
58. ↑  ISFDB: The Curse. Дата обращения: 3 мая 2012. Архивировано 10 ноября 2012 года.
59. ↑  ISFDB: The Fires Within. Дата обращения: 4 мая 2012. Архивировано 10 ноября 2012 года.
60. ↑  ISFDB: Against the Fall of Night. Дата обращения: 25 апреля 2012. Архивировано 22 января 2019 года.
61. ↑  ISFDB: The Lion of Comarre. Дата обращения: 25 апреля 2012. Архивировано 10 ноября 2012 года.
62. ↑  1954 Retro Hugo Awards (англ.). Дата обращения: 25 апреля 2012. Архивировано 18 сентября 2012 года.
63. ↑  1956 Hugo Awards (англ.). Дата обращения: 25 апреля 2012. Архивировано 18 сентября 2012 года.
64. ↑  The Locus Index to SF Awards: 1973 Nebula Awards (англ.). Locus. Дата обращения: 23 апреля 2012. Архивировано 18 сентября 2012 года.
65. ↑  1972 Hugo Awards (англ.). Дата обращения: 25 апреля 2012. Архивировано 18 сентября 2012 года.

### Библиографические ресурсы
- Лаборатория фантастики
- bibliograph.ru
- Internet Speculative Fiction Database (англ.)
- Библиография от Эндрю Крейга (англ.)
- The Encyclopedia of Science Fiction (англ.)
- The Arthur C. Clarke Foundation (англ.)
- ArthurCClarke.net (англ.)
- Fantastic fiction
- Open Library (англ.)